# Helsinki Cup

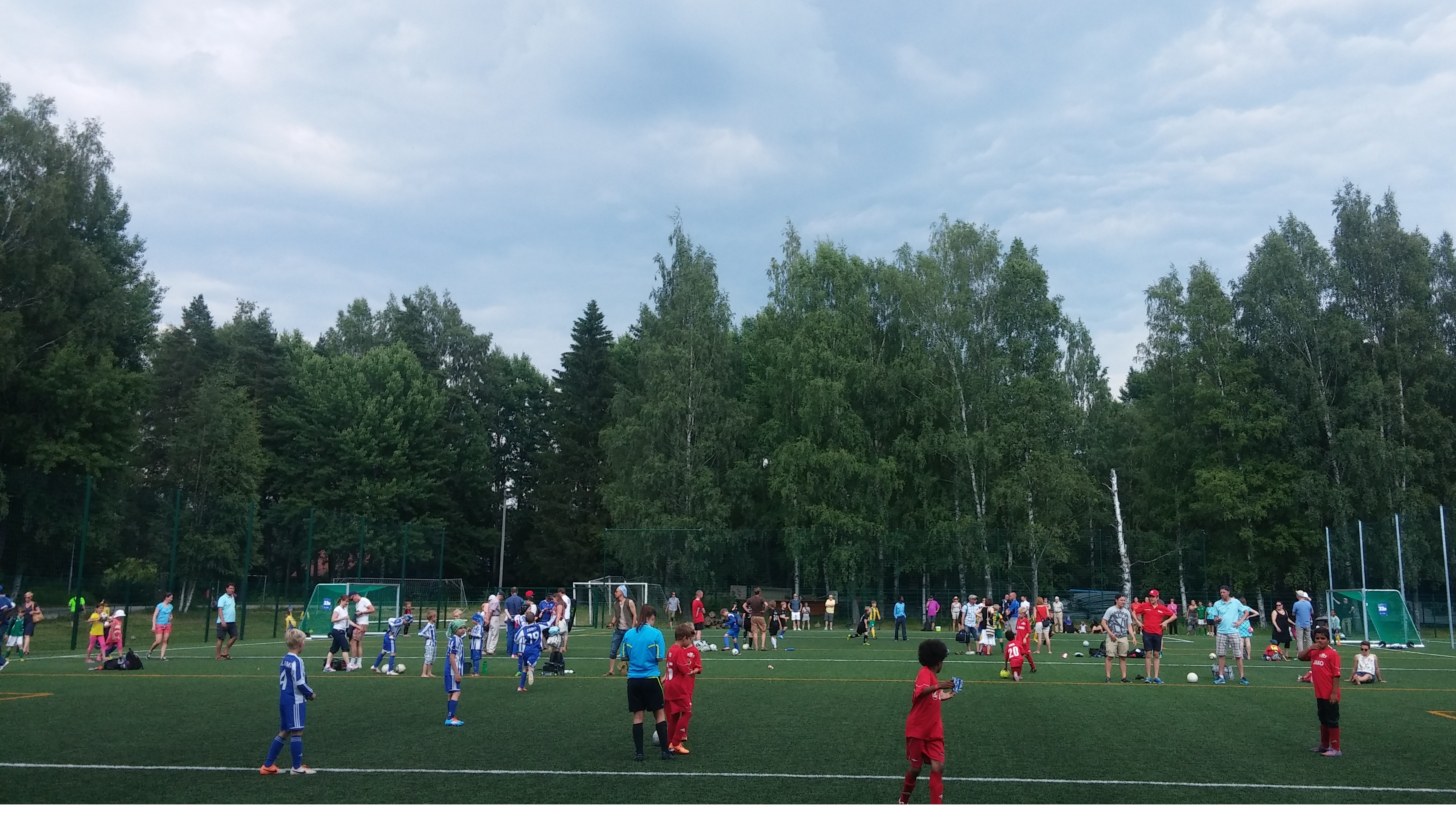
Participantes do torneio de 2014 no Pirkkolan liikuntapuisto.

A Helsinki Cup é um torneio internacional de futebol juvenil, realizado todos os anos em Helsínquia, Finlândia, em junho/julho. Foi realizado pela primeira vez em 1976.
A primeira edição da Helsinki Cup foi um torneio bastante modesto para os padrões atuais, com a participação de 211 equipes de cinco países diferentes. Atualmente, é o terceiro maior torneio de futebol júnior da Europa, com 1796 equipes de 21 países diferentes participando do torneio de 2023.

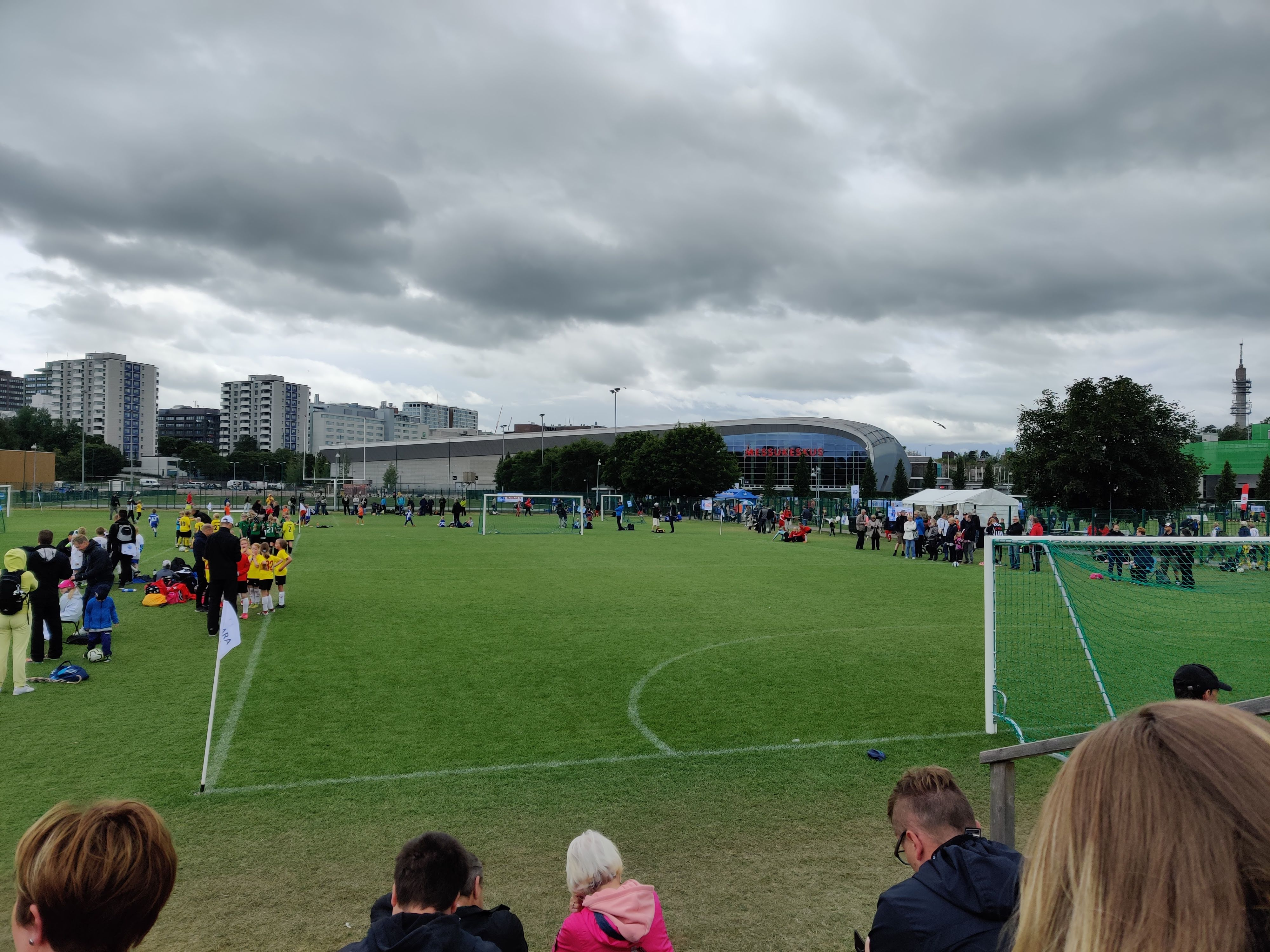
Participantes e espectadores do torneio de 2019 no Käpylän liikuntapuistossa.

## História
- 1992 - A Helsinki Cup foi um dos eventos esportivos oficiais em comemoração aos 75 anos de independência da Finlândia. Na época, contou com a presença do presidente da FIFA, João Havelange, e do presidente da UEFA, Lennart Johansson, entre outros.
- 1993 - O COI designou o torneio como o evento europeu Sport for All.
- 1996 - A cerimônia de abertura da Helsinki Cup é organizada em parceria com a UNICEF, com a renda dos ingressos doada diretamente para a organização.
- 1997 - O Ministro da Cultura Claes Andersson nomeou a Helsinki Cup como o evento oficial finlandês para a tolerância no esporte em homenagem à Campanha Europeia contra o Racismo.
- 2000 - A Helsinki Cup foi um dos eventos da Capital da Cultura de Helsínquia.
- 2009 - A Helsinki Cup organizou os primeiros torneios por convite para as faixas etárias sub-17 e sub-11, vencidos pelo Brøndby IF e pelo IF Brommapojkarna Black.
- 2020 - Nenhuma equipe estrangeira participou da Helsinki Cup e o número de equipes finlandesas de fora de Uusimaa foi limitado devido à pandemia de coronavírus.[3]
- 2023 - Uma briga estourou no Bolt Arena durante o torneio, que só terminou com a chegada da polícia.[4]

## Campeões sub-17 e sub-18
As faixas etárias mais antigas da Helsinki Cup são a B17, disputada por equipes masculinas de 16 a 17 anos, e a G18, disputada desde 2019, por equipes femininas de 17 a 18 anos.
Fonte:
| Anos | Campeão                  | Vice-campeão        |
| ---- | ------------------------ | ------------------- |
| 2023 | Northeast Rush           | Stjarnan            |
| 2022 | LSA Catalonia            | Valtti              |
| 2021 | PPJ                      | FC Honka            |
| 2020 | Ruila Akatemia           | Valtti/Wild United  |
| 2019 | LePa/Alpha               | Ordin FC            |
| 2018 | Tampere Football Academy | PPJ                 |
| 2017 | FC Honka                 | KäPa/Rangers        |
| 2016 | KäPa/Rangers             | PK-35/Tikkurila     |
| 2015 | VJS                      | KäPa                |
| 2014 | Pequeninos do Jockey     | HJK                 |
| 2013 | FC Honka                 | PK-35               |
| 2012 | FC Honka                 | C.B/Oeste Solidaria |
| 2011 | FC Honka                 | Corsa FC            |
| 2010 | UDJ Quinidé              | HJK                 |
| 2009 | FC Honka                 | Corsa FC            |
| 2008 | Dallas Texans            | YJK                 |

| Anos | Campeão        | Vice-campeão |
| ---- | -------------- | ------------ |
| 2023 | Northeast Rush | PPJ          |
| 2022 | HJK            | HPS          |
| 2021 | HJK            | HJK/2        |
| 2020 | HJK            | PuiU         |
| 2019 | NJS            | PuiU/MPS YJ  |